# Final da Taça da Liga de 2015–16
A Final da Taça da Liga de 2015–16 foi uma partida de futebol disputada no dia 20 de Maio de 2016 para determinar o vencedor da Taça da Liga de 2015–16. A Final foi disputada no Estádio Cidade de Coimbra, em Coimbra, entre o Benfica, detentor do troféu, e o Marítimo, numa repetição da Final da época anterior. O Benfica venceu novamente a prova, ao derrotar o Marítimo por 6–2, conquistando a sua 7ª Taça da Liga, aumentando assim o seu recorde de conquistas na competição.

## Historial na prova
O Benfica qualificou-se nesta época para a sua 7ª Final da Taça da Liga, tendo vencido todas as Finais que disputou anteriormente, incluindo as últimas duas edições, em 2013–14 e 2014–15. Antes desta Final o Benfica tinha no seu palmarés 6 Taças da Liga.
O Marítimo qualificou-se para a sua 2ª Final da Taça da Liga, após perder a Final da época anterior precisamente para o Benfica. 
Pela primeira vez na história da competição ocorreu a repetição dos clubes finalistas em duas Finais consecutivas da Taça da Liga.

## Percurso dos finalistas

### Benfica
Para se qualificar para a Final o Benfica eliminou o Nacional, o Oriental, o Moreirense e o SC Braga.
| Fase           | Adversário          | Resultado |
| -------------- | ------------------- | --------- |
| Fase de Grupos | I Nacional (casa)   | 1 – 0     |
| Fase de Grupos | II Oriental (fora)  | 0 – 1     |
| Fase de Grupos | I Moreirense (fora) | 6 – 1     |
| Meias-Finais   | I SC Braga (casa)   | 2 – 1     |

### Marítimo
Para se qualificar para a Final o Marítimo eliminou a Académica, o FC Porto, o Feirense, o Famalicão e o Portimonense.
| Fase            | Adversário             | Resultado |
| --------------- | ---------------------- | --------- |
| 2ª Eliminatória | I Académica (casa)     | 2 – 1     |
| Fase de Grupos  | I FC Porto (fora)      | 1 – 3     |
| Fase de Grupos  | II Feirense (fora)     | 2 – 4     |
| Fase de Grupos  | II Famalicão (casa)    | 0 – 0     |
| Meias-Finais    | II Portimonense (casa) | 3 – 1     |

## Estádio
O estádio escolhido para a Final foi o Estádio Cidade de Coimbra, em Coimbra. Inaugurado em 2003 e com uma lotação de 30.000 lugares, foi a 5ª Final da Taça da Liga que este estádio recebeu, sendo o estádio que conta mais Finais na prova.

## Final
| 20 de Maio de 2016 | Marítimo                             | 2 – 6 | Benfica | Estádio Cidade de Coimbra                            |
| 19:45              | João Diogo 45' · Fransergio 82' (gp) |       | Jonas 11' · Konstantinos Mitroglou 18' · Konstantinos Mitroglou 38' · Nicolás Gaitán 77' · Jardel Nivaldo Vieira 90+1' · Raúl Jiménez 90+2' (gp) · | Público: 28 800 Árbitro: Fábio Veríssimo (AF Leiria) |